# La Langue maternelle
La Langue maternelle est un roman de Vassilis Alexakis publié en 1995 aux éditions Fayard et ayant reçu la même année le prix Médicis ex æquo avec Le Testament français d'Andreï Makine.

## Éditions
- La Langue maternelle, éditions Fayard, 1995  (ISBN 2-213-59530-5).